# Virum (stacja kolejowa)
Virum (duń. Virum Station) – stacja kolejowa w miejscowości Virum, w gminie Lyngby-Tårbæk, w Regionie Stołecznym, w Danii. 
Znajduje się na Nordbanen i jest obsługiwana przez pociągi S-tog linii B.

## Linie kolejowe
- Linia Nordbanen